# Amorphophallus symonianus
Amorphophallus symonianus là một loài thực vật có hoa trong họ Ráy (Araceae). Loài này được Hett. & Sizemore mô tả khoa học đầu tiên năm 2001.